# DC Comics
A DC Comics é uma editora norte-americana subsidiária da companhia Warner Bros. Discovery situada em Burbank, Califórnia, especializada em histórias em quadrinhos e mídias relacionadas. A DC Comics é considerada uma das maiores companhias ligadas a este ramo no mundo todo.
A empresa detém a propriedade de muitos dos mais famosos personagens como: Batman, Superman, Mulher-Maravilha, Mulher-Gato, Supergirl, Batgirl, Batwoman, Robin, Flash, Cyborg, Aquaman, Shazam, Átomo, Lanterna Verde, Arqueiro Verde, Mulher-Gavião, Asa Noturna, Caçador de Marte, Besouro Azul, Raio Negro, Canário Negro, Gavião Negro, Senhor Destino, John Constantine, Jonah Hex, e suas equipes como: Liga da Justiça, Sociedade da Justiça, Justiça Jovem, Novos Titãs, Watchmen, Esquadrão Suicida, Aves de Rapina, Rapina e Columba, Patrulha do Destino, Tropa dos Lanternas Verdes, Legião dos Super-Heróis, Legends of Tomorrow, All-Star Squadron dentre outros, e os seus antagonistas como: Darkseid, Coringa, Lex Luthor, Sinestro, Exterminador, Flash Reverso, Arraia Negra, Adão Negro, Ozymandias e Lobo da Estepe.
Por décadas, a DC Comics tem sido uma das maiores companhias de histórias em quadrinhos dos Estados Unidos e do mundo. Originalmente, é uma fusão das companhias National Allied Publications e a Detective Comics, Inc., que deu origem a National Comics, que posteriormente, fundiu com All American Publications dando origem a National Periodical Publications e com o tempo passou a adotar a sigla "DC" que se referia a Detective Comics, uma de suas revistas mais vendidas. Com a falência de outras marcas, adquiriu os direitos dos personagens de Quality Comics, Fawcett Comics, Charlton Comics e WildStorm. Além de propriedades de estúdios criados por meio de parceria como Milestone Comics. Também é dona das propriedades da EC Comics.
A editora também é proprietária dos selos como; Vertigo, ABC Comics, Helix Comics, Johnny DC, Revista MAD, Minx, Paradox Press, Piranha Press e Zuda Comics, Impact Comics, Tangent Comics, Elseworlds, Homage Comics, DC Ink, DC Zoom, DC Black Label, DC Wonder Comics, DC's Young Animal, e DC Focus.
Localizada originalmente na cidade de Nova Iorque no número 432 da Fourth Avenue, a DC foi sucessivamente realocada e hoje está no número 2900 W Alameda Ave, Burbank, CA 91505, Estados Unidos.

## História

### Origens
A empresa atual é uma amálgama de várias companhias. National Allied Publications foi fundada por Major Malcolm Wheeler-Nicholson em 1934 para publicar More Fun Comics/Fun: The Big Comic Magazine #1 (Fev. 1935), mais tarde conhecida como New Fun e More Fun. A primeira revista em quadrinhos com mais quadrinhos originais do que reimpressões de tiras de jornais, tinha o formato tabloide e 36 páginas. No sexto número houve a estreia de Jerry Siegel e Joe Shuster, os futuros criadores do Superman que iniciaram sua carreira com o mosqueteiro "Henri Duval" e sob pseudônimo de "Leger e Reuths", as aventuras do combatente sobrenatural do crime Dr. Oculto.
Wheeler-Nicholson criou uma segunda revista, New Comics, que estreou em dezembro de 1935.
O terceiro e último título foi Detective Comics, com lançamento em março de 1937. Era uma série de antologias que se tornou uma sensação quando introduziu Batman no número 27 (maio/1939). Porém, a esta altura, Wheeler-Nicholson já encerrara sua participação na empresa.
Em 1937 de modo a honrar compromissos, Wheeler-Nicholson aceitou Harry Donenfeld como sócio, formando a Detective Comics, Inc., juntos com Jack S. Liebowitz. Como suas dívidas continuavam, Wheeler-Nicholson foi obrigado a sair da empresa.
Pouco tempo foi a National Allied Publications publicou aquele que pode ser considerado seu quarto título Action Comics, que trouxe a estreia do Superman, um personagem que Wheeler-Nicholson não esteve diretamente envolvido, e o editor Vin Sullian escolheu para iniciar a série, o título se tornou célebre por iniciar a Era de Ouro dos Quadrinhos americanos. National Allied Publication e Detective Comics, Inc., claramente duas companhias com os mesmos donos (ainda que com cotas acionárias distintas) se fundiram em National Comics, em 1944.A National ainda absorveu a All-American Publications empresa de Maxwell Gaines e Jack Liebowitz.
Apesar do nome oficial ser National Comics e National Periodical Publications, o logo "Superman-DC" foi usado na linha, e a empresa era coloquialmente conhecida como DC Comics, por anos antes da adoção oficial do nome.

### Era de Ouro

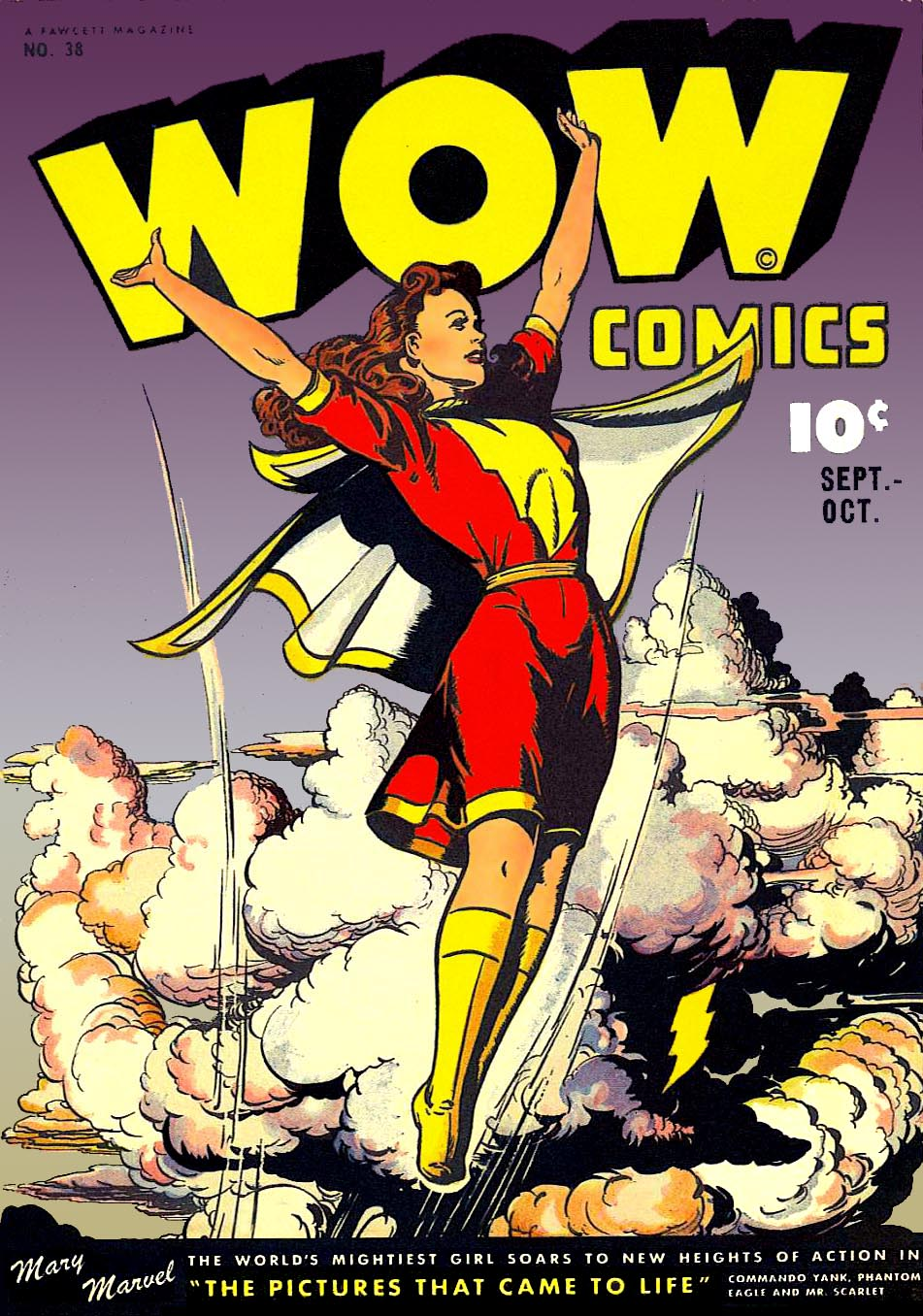
WoW nº1, trazendo a personagem Mary Marvel na capa.

A empresa de Wheeler-Nicholson foi a pioneira nos quadrinhos estadunidenses, publicado regularmente o primeiro material produzido para este formato, e não reimpressão de tiras de jornal, começando com More Fun Comics/Fun: The Big Comics Magazine # 01 em fevereiro de 1935, renomeado para New Fun após o primeiro número. A empresa também foi a primeira a apresentar super-heróis, começando com Action Comics # 01 em 1938. Como as vendas do título alcançaram índices estratosféricos e as pesquisas de marketing confirmaram que o personagem Superman, foi a principal razão, o período chamado de Era de Ouro dos quadrinhos começou. Como resposta, a companhia introduziu outros personagens que se tornaram populares como Batman, Mulher-Maravilha e o primeiro grupo de super-heróis, a Sociedade da Justiça da América.
A empresa iniciou processos agressivos contra imitador por violações de copyright por outras companhias como Wonderman (criação de Will Eisner) da Fox Comics, que de acordo com o testemunho da corte era uma cópia do Superman.
Isto foi estendido à Fawcett Comics por seu personagem Capitão Marvel (atualmente conhecido como Shazam), que durante um tempo foi o personagem mais bem vendido. Isto iniciou uma batalha judicial que terminou em 1955 quando a Fawcett desistiu e deixou de publicar os personagens, cedendo os seus personagens para a DC Comics, que ironicamente retomou o personagem em 1973. Apesar da retomada de 1973, da retomada de 1987 e ainda em nova tentativa em 1995, com a série The Power of SHAZAM!, Capitão Marvel jamais voltaria a ter a mesma popularidade. Houve ainda outra disputa jurídica envolvendo o nome Capitão Marvel: durante o período 1955-1973, quando o personagem original não foi publicado a Marvel Comics registrou os direitos de Capitão Marvel e atualmente a DC Comics só pode usar o nome SHAZAM nas capas, ainda que internamente continue a usar Capitão Marvel.
Quando a popularidade dos super-heróis diminuiu no final dos anos 1940, a DC deu foco a outros gêneros, como ficção científica, westerns (faroeste), humor e romance. Lentamente, devido aos debates contra os quadrinhos de horror e crimes, a empresa deixou de publicá-los. Apesar da redução nas tiragens, títulos como Action Comics e Detective Comics sobreviveram ao final de sua própria era.

### Era de Prata
Era de meio da década de 1950, o diretor editorial Irwin Donenfeld e o publisher Liebowitz trabalharam com o editor Julius Schwartz em uma edição única do Flash, parte da série de testes de personagens chamada Showcase. Em vez de reviver o velho personagem, Schwartz pediu que os escritores Gardner Fox e Robert Kanigher e os artistas Carmine Infantino e Joe Kubert criassem um novo velocista, atualizando e modernizando a identidade civil do Flash, seu uniforme e sua origem, agora com um toque de ficção científica. A popularidade do Flash reformulado provou que era possível fazer o mesmo com o Lanterna Verde e muitos outros personagens, iniciando ali aquilo que os fãs de quadrinhos chamam de a Era de Prata dos quadrinhos. O tom da Era de Prata era modificar as origens, em geral místicas dos personagens da Era de Ouro, para algo mais plausível dentro dos conceitos vigentes. Uma grande mudança pode ser vista em Lanterna Verde, que originalmente tinha uma lanterna mística e agora era membro de uma polícia intergaláctica, ainda que seus poderes fossem basicamente os mesmos. Os personagens da National continuaram a crescer, em especial sob a batuta do editor do títulos do Superman, Mort Weisinger, que introduziu personagens como Supermoça, Bizarro e Brainiac. As séries do Batman, tiveram um afastamento dos artistas iniciais, e sob a batuta do editor Jack Schiff, introduziu os poucos famosos Batwoman, Batgirl e Bat-mirim numa tentativa de modernizar as séries com elementos de ficção científica. Felizmente, o sucessor de Schiff, Schwartz, junto com o artista Carmine Infantino, promoveu uma revitalização do homem-morcego, que ficou conhecida como "New Look", dando ênfase ao personagem como detetive. Ao mesmo tempo, Kanigher, editor da Mulher-Maravilha introduziu com sucesso a família da personagem, tendo aventuras em um contexto mitológico. A introdução da equipe moderna de estrelas da Liga da Justiça da América e muitos outros super-heróis, anunciando o que historiadores e fãs chamam de Era de Prata dos quadrinhos.
A introdução dos super-heróis repaginados pela DC não passou despercebida por outras empresas de quadrinhos. Em 1961, com o Liga da Justiça da DC como foi um estímulo específico, No final dos anos 50 e início dos 60, o sucesso inicial da DC Comics ao reviver o gênero de super-heróis nas histórias em quadrinhos (principalmente com a Liga da Justiça) fez com que a Marvel seguisse o mesmo caminho. Os principais expoentes desta época foram os seus empregados Stan Lee (edição e argumento) e Jack Kirby (arte), responsáveis pela criação do Quarteto Fantástico. A revista foi um enorme sucesso, o que levou a Marvel a publicar outros títulos de super-heróis, entre os quais se destacou a revista do personagem Homem-Aranha, criado por Stan Lee e Steve Ditko. Para o escritor-editor da Marvel Comics Stan Lee e um robusto criador Jack Kirby inauguraram a sub-Era da Prata "Era da Marvel" dos quadrinhos com a edição de estreia de Quarteto Fantástico. Segundo informações, a DC ignorou o sucesso inicial da Marvel com essa mudança editorial até seu fortalecimento consistente das vendas, embora também beneficiasse os negócios da Independent News como seu distribuidor, tornando isso impossível. Essa situação comercial se aplicava especialmente aos números percentuais superiores de vendas da Marvel, que eram tipicamente de 70% aos cerca de 50% da DC, o que significava que as publicações da DC mal estavam lucrando em comparação depois que os retornos dos distribuidores foram calculados, enquanto a Marvel estava obtendo um excelente lucro por comparação.
Com o lançamento da série de televisão Batman na ABC (American Broadcasting Company) houve um significativo aumento de vendas, além de popularidade dos personagens em outras mídias. Em 1967, Carmine Infantino, artista de Batman, tornou-se diretor editorial, e com o crescimento da popularidade da rival Marvel Comics, ameaçando o topo de número 1 da indústria, ele trouxe para a companhia talentos como Steve Ditko (Homem-Aranha) e novatos promissores como Neal Adams (X-Men). Ele também substituiu alguns editores por artistas-editores como Kubert e Dick Giordano. Os novos editores recrutaram jovens novos criadores num esforço para capturar as vendas e permitir atrair as crianças, e a permanência delas enquanto adolescentes e estudantes. Alguns novos talentos como Dennis O'Neil, que trabalhou em Green Lantern/Green Arrow (Lanterna Verde/Arqueiro Verde) e Batman, trouxe luzes à indústria. Apesar disto, o período é caracterizado por uma praga de séries de curta duração, que começam fortes e fraquejam rápido. Em 1967, a National Periodical Publications foi comprada pela Kinney National Company,  que comprou a Warner Bros.-Seven Arts em 1969. A Kinney National desmembrou seus ativos de não entretenimento em 1972 (como National Kinney Corporation) e mudou seu nome para Warner. Communications Inc.
No ano seguinte, Jack Kirby deixou a Marvel para criar um série de aventuras temática que é conhecida na sua coletividade como Jack Kirby's Fourth World (O Quarto Mundo), introduzindo Os Novos deuses, Sr. Milagre e O Povo da Eternidade, que enfrentavam o arquivilão Darkseid em um reino extradimensional chamado Apokolips. Quando as vendas não atingiram o esperado, Kirby vinculou seus personagens ao universo ficcional padrão da DC Comics. Ele também criou uma série chamada Kamandi, sobre um adolescente em um pós-apocalíptico mundo de animais falantes.

### As décadas de 1970 e 1980
Jenette Kahn, conhecida editora de revistas para crianças, substituiu Infantino em janeiro de 1976. A DC teve uma dramática experiência na competição com a Marvel Comics, num evento que ficou conhecido como "implosão DC", que resultou no cancelamento de vários novos títulos, entre eles Firestorm e Shade the Changing Man (chamado no Brasil de "O Mutante", conforme revista própria lançada pela EBAL).
Procurando novas maneiras de conquistar mercado, o novo administradora Kahn, o vice-presidente Paul Levitz e o editor Dick Giordano coordenaram uma quantidade grande de talentos instáveis. Por fim, seguindo o exemplo da Atlas/Seaboard Comics e algumas companhias independentes como Eclipse Comics, a DC começou a oferecer royalties e parcerias. A DC, nesta período, emulou uma tradição iniciada na TV, e trouxe o conceito de minisséries, que converteu em séries limitadas, que permitiu flexibilidade para narrar histórias.
Estas mudanças refletiram-se na vindoura série The New Teen Titans (Os Novos Titãs no Brasil) do escritor Marv Wolfman e do artista George Pérez, dois talentos populares com história de sucesso na Marvel Comics. Este título de super-grupo, teve uma similaridade superficial com a série The Uncanny X-Men, mostrando que parte das vendas vem da estabilidade de boas equipes criativas. A dupla de criadores ainda foi capaz de tomar a vantagem da minissérie a seu favor, criando um título chamado Tales of the New Teen Titans, para narrar a origem de personagens recém surgidos na série.
Esta revitalização iniciou um grandioso projeto que modificou a linha completa da DC Comics, na série Crisis on Infinite Earths (Crise nas Infinitas Terras, no Brasil), que deu uma rara oportunidade de descartar a bagagem de 50 anos de histórias dos personagens DC e revisar os maiores personagens da empresa.
Ao mesmo tempo o escritor britânico Alan Moore revigorou uma série de terror menor, conhecida como Swamp Thing/Saga of the Swamp Thing (Monstro do Pântano, no Brasil) e teve seu trabalho aclamado, criando um espaço equivalente a invasão de músicos de seu país (este movimento é chamado Invasão Britânica). Vários escritores britânicos, incluindo Neil Gaiman e Grant Morrison, iniciaram colaboração com a empresa. O resultado trouxe um material de horror sofisticado e fantasia não apenas para títulos que abandonaram o Comics Code mas para títulos que foram criados para atenderem um público adulto, mas somente em 1993 é que o selo (imprint) Vertigo foi oficialmente estabelecido (as primeiras colaborações de Alan Moore em Swamp Thing datam de 1983, e Neil Gaiman em Sandman é de 1989).
O sucesso da minisséries Batman: The Dark Knight Returns (O Cavaleiro das Trevas, no Brasil), por Frank Miller, e Watchmen, por Alan Moore e Dave Gibbons, trouxe atenção para as mudanças na DC. Esta nova liberdade criativa somado com publicidade massiva permitiu a DC desafiar a Marvel pela liderança da indústria.
O meio da década de 1980 viu o fim de muitas séries antigas de guerras, que em geral estavam sendo impressas desde a década de 1960. Estes títulos, alguns com mais de 100 números incluem Sgt. Rock, G.I. Combat, The Unknown Soldier, e Weird War Tales.
Em 1989, a DC começou a publicar sua DC Archive Editions, que encadernava antigas e raras revistas em formato de capa dura, papel melhor e nova colorização.

### A década de 1990
A indústria de quadrinhos experimental teve um breve boom no início da década, graças à combinação de especulação dos quadrinhos como colecionáveis e muitas histórias que ganharam a atenção do mainstream. Histórias longas como A morte do Superman (onde Superman é morto) e A queda do morcego (onde Batman é aleijado), resultam em grandes alterações nas vendas, mas o aumento foi temporário, e logo a indústria retornou para baixas vendas.
Selos como Piranha Press e outros foram introduzidos para facilitar a diversificação e a especialização da linhas de marketing. Elas introduziram o uso de cláusulas que incluíram os direitos para os autores e licenciaram material de outras companhias. A DC também incrementou sua linha de trade paperbacks (edições encadernadas), incluindo coleções de graphic novels.
DC fez um acordo com Milestone Media que criou uma linha de quadrinhos que apresentou diferenças culturais e raciais dos super-heróis padrões; através de linha Milestone, que cessou a publicação após um curto período, restante apenas a popular personagem Static Shock, que tem uma série de animação.
Paradox Press foi estabelecida para publicar material conhecido como Big Book of... uma série de livros temáticas e a graphic novel Road to Perdition (Estrada para perdição, que foi filmado com Paul Newman), mantendo um selo separado com estilo e audiências próprias.
Ao mesmo tempo, em 1998 a DC adquiriu o selo Wildstorm de Jim Lee, e deu foco especial à linha ABC, criada e controlada pelo britânico Alan Moore, que introduziu Tom Strong, Promethea e League of Extraordinary Gentleman.

### Década de 2000
Em março de 2003, a DC adquiriu os direitos para publicar a longa série de fantasia Elfquest previamente auto-publicada pelos criadores Wendy e Richard Pini através da bandeira WaRP Graphics. No ano seguinte a DC criou a linha editorial CMX para publicar mangá traduzido para o inglês, além de temporariamente adquirir os direitos para a publicação de graphic novels europeias da Humanoids Associados. Também criou um selo chamado Johnny DC para a audiência jovem.
Em 2004, a DC começou um lento trabalho em grupo para a sequência de Crise nas Infinitas Terras, prometendo substanciais mudanças para o Universo DC. Em 2005, a empresa publicou várias minisséries que preparam o público e os personagens para os conflitos existentes em Crise Infinita.
Após a conclusão desta série, os títulos da DC pularam um ano na continuidade de suas histórias. Este evento recebeu o nome de One Year Later, e os atos que ocorreram durante o ano saltado foram narrados na série semanal 52, que foi publicada em 2006 e 2007. A série conseguiu manter suas vendas acima das 100 mil cópias mesmo à altura da 25ª semana.
Também em 2005, a DC lançou uma linha All-Star, permitindo a grandes autores narrarem suas versões de grandes personagens. Em julho, lançou All Star Batman and Robin the Boy Wonder, por Frank Miller e Jim Lee, e em novembro, All Star Superman, com Grant Morrison.

Batman: City of Crime (2005), mostrando a cidade fictícia Gotham City, cenário usado em muitas criações da DC Comics.

Em 2006, a CMX começou a publicar a webcomics Megatokyo em formato impresso, e surgiu o segundo grande filme com um personagem DC em 10 anos, Superman Returns, que foi lançado em julho. No ano anterior, Batman Begins havia resgatado o homem-morcego para o cinema.

### Reformulações

#### Os Novos 52
Em 2011, a DC Comics anunciou o relançamento de todas as suas publicações, ao fim da saga Flashpoint, apresentando novas origens e novos uniformes para seus personagens. Esse reboot foi denominado Os Novos 52.

#### Renascimento
Em 2016, a editora anunciou seu novo recomeço, intitulado Universo DC Renascimento, com o intuito de retomar a essência de seus personagens sem recorrer a um novo reboot em sua cronologia, como na iniciativa de 2011. Houve mudanças nas equipes criativas, as séries tiveram a numeração zerada (com exceção de Detective Comics e Action Comics, que voltaram a numeração original) e algumas tiveram a periodicidade mudada.

## História dos logos da DC Comics
O primeiro logo da DC Comics apareceu em março de 1940 em seus títulos. As letras DC são abreviação de Detective Comics, o nome de um dos títulos de Batman. O logo pequeno, sem fundo, lê-se "A DC Publication".
Em novembro de 1941 introduziram um logo atualizado. Esta versão tinha quase o dobro do tamanho da primeira, e assim como a primeira versão teve um fundo branco. O nome do Superman foi acrescido a "A DC Publication", efetivamente informando que Superman e Batman estavam juntos na mesma companhia. Este logo foi o primeiro a ocupar o topo esquerdo da capa das revistas, e desde então usualmente permanece lá.
Em novembro de 1949, o logo foi modificado, incorporando o nome formal da companhia (National Comics Publications) no logo. Este logo então serve como corpo para o mascote Johnny DC, no meio da década de 1960.
Em outubro de 1970, o logo circular foi brevemente retirado em favor de um simples "DC" num retângulo com o nome da série, ou do astro da revista, o logo em muitos números de Action Comics, por exemplo, lê-se "DC Superman". Uma imagem do personagem chave aparece acima ou abaixo do retângulo. Para revistas que não tem um astro, como House of Mystery ou Liga da Justiça, o título e "DC" aparecem em um logo estilizado, como um morcego para House of Mystery. Este uso de personagens como logo ajudou a estabelecer como marcas registradas, e foi similar ao uso contemporâneo da Marvel de seus personagens como parte de suas capas.
As séries "100 Page Super-Spectacular" e posteriormente 100-page e "Giant" números publicados de 1972 e 1974 apresentaram um logo que era exclusivo para estas edições, onde as letras "DC" aparecem em um simples sans serif typeface, num círculo. Uma variante mostrava as letras num quadrado.
Em julho de 1972, os títulos apresentaram um novo logo circular. As letras DC foram transformados em uma espécie de bloco que mantém a definição mesmo após as revisões posteriores.
Em dezembro de 1973, este logo foi modificado com a adição das palavras "The Line of DC Super-Stars" e o tema de estrela continuou nos logos posteriores. Este logo foi posto no centro do alto das capas de agosto de 1975 a outubro de 1976.
Quando Jenette Kahn assumiu a chefia em 1976, ele encomendou ao designer gráfico Milton Glaser para desenvolver um novo logo. Popularmente conhecido como DC Bullet, sua première foi em fevereiro de 1977.
Em julho de 1987, DC lançou edições alternativas de Justice League #3 e The Fury of Firestorm #61 com um novo logo. Ele apresentava uma foto do Superman num círculo circundado pelas palavras "SUPERMAN COMICS." Este capas alternativas foram lançadas para testes de mercado. 
Em 8 de maio de 2005, um novo logo foi revelado, estreando nos títulos DC em junho de 2005 na série DC Special: The Return of Donna Troy #1 e sendo seguido pelo resto dos títulos.
Este novo logo foi criado para designar as propriedades da DC em outras mídias como o filme Batman Begins e as séries de TV Smallville e Justice League Unlimited, assim como outros colecionáveis.
O logo foi apelidado de DC Spin e foi desenvolvido por Josh Beatman dos Brainchild Studios.

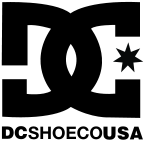
Logo da DC Shoes

Em 2008, a DC processou a empresa de roupas DC Shoes por uso ter a logomarca parecida com o logo da editora, porém a DC Shoes descobriu que a DC Comics não tinha registro da logomarca e processou a DC Comics pelo uso indevido
Em 17 de maio de 2016 foi revelado um novo logo, a partir daquele momento a DC se renomearia como DC Entertainment, abandonando o famoso ''Comics''.

## DC Entertainment
Em setembro de 2009, a Warner Bros anunciou que a DC Comics se tornaria uma subsidiária da DC Entertainment Inc., com Diane Nelson, presidente da Warner Premiere, tornando-se presidente da nova empresa e da DC Comics o "Publisher" Paul Levitz passou a ser editor e consultor geral.
Em Maio de 2010, DC cancela a linha CMX, a Megatokyo foi o único título da CMX que continuou a ser publicado pela editora
Em Setembro de 2010, foi anunciado o fim da Wildstorm. O quadro de funcionários foi reestruturado e incorporado à DC Comics. Alguns de seus personagens seriam posteriormente incorporados ao Universo DC.
Em Janeiro de 2011, a Editora deixa de usar o Comics Code Authority e criar um sistema próprio de classificação etária.
Em 18 de fevereiro de 2010, a DC Entertainment coloca Jim Lee e Dan DiDio como co-editores da DC Comics, Geoff Johns como Diretor de Criação da DC Comics, John Rood como Vice-presidente de Vendas, Marketing e Desenvolvimento de Negócios e Patrick Caldon como Vice-presidente de Finanças e Administração

### DC Studios

Logo da DC Comics.

A Warner Bros. Discovery reorganizou-se em 2022 para ter executivos de filmes responsáveis pelo gênero, de modo que filmes de franquias da DC Entertainment sob a Warner Bros. fossem colocados sob um estúdio recém-criado, DC Studios, sob os co-presidentes James Gunn e Peter Safran. Isso foi feito da mesma maneira que a Marvel Studios para unificar as produções da DC sob uma visão única e clarificar o processo de sinal verde.

## No Brasil
A DC Comics iniciou sua trajetória no Brasil pelas mãos de Adolfo Aizen, no Consórcio Nacional. Superman teve sua primeira aparição na A Gazetinha nº 445, de 17 de dezembro de 1938 e do Batman em O Lobinho nº 7, de 1º de novembro de 1940, e depois foram transferidos para a EBAL, numa parceria que só encerrou em 1983, já sem brilho de antes e com atrasos constantes. Em 1984 a Editora Abril iniciou a publicação de títulos da DC Comics usando o sistemas de mix em revistas formatinho em cores de 84 a 100 páginas, trazendo em média 4 histórias.
No final de 2002, a DC Comics passou a ser publicada pela Panini Comics no Brasil, em revistas mix com 100 páginas, em cores e "formato americano" (17 x 26 cm), geralmente com quatro histórias.

## Criadores
Em ordem cronológica
- Jerry Siegel e Joe Shuster (Superman)
- Bob Kane e Bill Finger (Batman)
- Martin Nodell e Bill Finger (Green Lantern)
- Gardner Fox e Harry Lampert (Flash)
- William Moulton Marston (Wonder Woman)
- Paul Norris e Mort Weisinger (Aquaman)
- Jack Kirby (New Gods, The Demon)
- Julius Schwartz (editor)
- Gardner Fox (Hawkman)
- Jerry Robinson (Batman)
- Dick Sprang (Batman)
- Wayne Boring (Superman)
- Jim Mooney (Supergirl)
- Mort Weisinger (editor)
- Joe Kubert (Sgt. Rock)
- Carmine Infantino (The Flash)
- Gil Kane (Green Lantern, The Atom)
- John Broome (Green Lantern)
- Murphy Anderson (Superman)
- Curt Swan (Superman)
- Dick Dillin (Justice League)
- George Klein (Superman, Legion of Super-Heroes)
- Nick Cardy (Teen Titans)
- Steve Ditko (The Creeper, Blue Beetle)
- Neal Adams (Batman, Green Lantern/Green Arrow)
- Dennis O'Neil (Batman, Green Lantern/Green Arrow)
- Marshall Rogers (Batman)
- Dick Giordano (Batman)
- Vince Colletta (diretor de arte da DC; primeiro arte-finalista de Jack Kirby em Fourth World)
- Archie Goodwin
- Scott Shaw! (Captain Carrot e o Zoo Crew)
- Jim Shooter (Legion of Super-Heroes)
- Paul Levitz (Legion of Super-Heroes)
- Keith Giffen (Legion of Super-Heroes, Justice League International, 52)
- Marv Wolfman (The New Teen Titans, Crisis on Infinite Earths)
- George Pérez (The New Teen Titans, Crisis on Infinite Earths)
- Doug Moench
- Gerry Conway (Batman, co-criador de  Nuclear)
- Steve Englehart
- Roy Thomas (Justice Society revival)
- Alan Moore (Watchmen, Swamp Thing)
- Frank Miller (Batman: The Dark Knight Returns, Batman Year One)
- John Byrne (Superman, Wonder Woman)
- John Ostrander (Suicide Squad)
- Jerry Ordway (Superman, The Power of Shazam!)
- Dan Jurgens (Superman)
- Roger Stern (Superman)
- Mike W. Barr (Camelot 3000)
- Chuck Dixon (Nightwing)
- Barbara Kesel
- Karl Kesel (Superman)
- Neil Gaiman (The Sandman)
- Alan Grant (Lobo, Batman)
- Grant Morrison (Animal Man, Doom Patrol, All Star Superman, Seven Soldiers, 52)
- Mark Waid (Kingdom Come, The Flash)
- Alex Ross (Kingdom Come, Justice)
- James Robinson (Starman)
- Devin Grayson (Titans, Nightwing)
- Geoff Johns (Infinite Crisis, Teen Titans, JSA, The Flash)
- Jeph Loeb (Batman)
- Greg Rucka (Checkmate, Wonder Woman, 52)
- Jim Lee (Superman, Batman)
- Gail Simone (Birds of Prey, Superman, The All-New Atom)
- Jamal Igle (Firestorm)
- Judd Winick (Outsiders, Batman: Under the Hood)
- Carlos Pacheco (Superman, Arrowsmith, JLA-JSA, Green Lantern)
- Kurt Busiek (Superman, Astro City, Arrowsmith, Aquaman: Sword of Atlantis)

## Sagas e Mega Sagas da DC.
- Crise nas Infinitas Terras (1985)
- Lendas (1986)
- Millennium (1988)
- Odisseia Cósmica (1988)
- Invasão (1988)
- Armageddon 2001 (1991)
- Guerra dos Deuses (1991)
- Pânico nos Céus (1992)
- Eclipso: The Darkness Within (1992)
- A Morte do Superman (1992)
- A Queda do Morcego (1993)
- Crepúsculo Esmeralda (1994)
- Quando Mundos Colidem (1994)
- Zero Hora (1994)
- Vingança do Submundo (1995)
- Noite Final (1996)
- DC vs. Marvel: O Conflito do Século (1996)
- Genesis/Genese (1997)
- Superman: Os Gigantes do Milênio (1998)
- DC Um Milhão (1998)
- Batman: Terremoto (1998)
- Batman: Terra de Ninguém (1998)
- Dia do Julgamento (1999)
- Mundos em Guerra (2001)
- LJA vs. Vingadores (2003)
- Crise de Identidade (2004)
- Lanterna Verde: Renascimento (2004)
- Contagem Regressiva Para a Crise Infinita (2005)
- Crise Infinita (2005)
- 52 (2006)
- Guerra da Tropa Sinestro (2007)
- Ataque das Amazonas (2007)
- Contagem Regressiva para a Crise Final (2007)
- A Morte dos Novos Deuses (2008)
- Crise Final (2008)
- Batman: Batalha Pelo Manto (2008)
- Flash Renascido (2009)
- Noite Mais Densa (2009)
- Batman: O Retorno de Bruce Wayne (2010)
- Dia Mais Claro (2010)
- O Reino do Apocalypse (2011)
- Guerra dos Lanternas Verdes (2011)
- Ponto de Ignição (2011)
- Ascensão dos Vampiros (2012)
- Noite das Corujas (2012)
- O Abate (2012)
- Ascensão da Terceira Armada (2012)
- A Fúria do Primeiro Lanterna (2012)
- Rotworld (2012)
- Gavião Negro: Procurado (2012)
- Morte da Família (2012)
- Superman: H'El on Earth
- Trono de Atlântida (2013)
- Batman: Requiem (2013)
- Superman: Psi War (2013)
- Batman: Ano Zero (2013)
- Guerra da Trindade (2013)
- Vilania Eterna (2013)
- Lanterna Verde: Lights Out (2014)
- Batman: Gothtopia (2014)
- Superman: Doomed (2014)
- Batman: Endgame (2014)
- Lanterna Verde: Uprising (2014)
- Lanterna Verde: Divindade (2014)
- The New 52: Futures End (2014)
- Terra 2: Fim do Mundo (2014)
- Convergência (2015)
- Superman: Truth (2015)
- Guerra de Darkseid (2015)
- Guerra dos Robins (2015)
- The Savage Dawn (2016)
- Os Últimos Dias do Superman (2016)
- Batman: Noite dos Homens Monstros (2016)
- Liga da Justiça vs. Esquadrão Suicida (2017)
- Superman: Reborn (2017)
- Titãs: O Contrato de Lázaro (2017)
- O Botom (2017)
- Noite de Trevas: Metal (2017)
- O Relógio do Juízo Final (2017)
- Super Filhos do Amanhã (2017)
- A Guerra do Leite (2018)
- Sem Justiça (2018)
- Batman: O Casamento (2018)
- Sink Atlantis (2018)
- Heróis em Crise (2018)
- A Hora da Bruxaria (2018)
- Terra Afogada (2018)
- Guerra da Perdição (2019)
- Leviatham (2019)

## Selos

### Em uso
- DC (1937–presente)
  - Young Animal (2016–presente)
  - Wildstorm (1999–2010, 2017–presente)
  - Milestone Media (1993–1997, 2018–presente)
  - DC Black Label (2018–presente)[40]
- Mad (1953–presente)
- Wonder Comics (2017-presente)

### Extintos
- All Star (2005–2008)
- Amalgam Comics (1996–1997; em conjunto com a Marvel Comics)
- DC Focus (2004–2005; fundido com a linha principal DC)
- Elseworlds (1989–2004)
- First Wave (2010–2011; licenciado pela Condé Nast Publications e Will Eisner Library)
- Helix (1996–1998; fundido com Vertigo)
- Impact Comics (1991–1993; licenciado pela Archie Comics)
- Johnny DC (2004–2012)
- Minx (2007–2008)
- Paradox Press (1998–2003)
- Piranha Press (1989–1993; renomeado para Paradox Press)
- Tangent Comics (1997–1998)
- Vertigo (1993–2020)[41]
- WildStorm Productions (1999–2010)
  - America's Best Comics (1999–2005)
  - Cliffhanger (1999–2004; fundido para criar WildStorm Signature)
  - CMX Manga (2004–2010)
  - Homage Comics (1999–2004; fundido para criar WildStorm Signature)
  - WildStorm Signature (2004–2006; fundido com a linha principal WildStorm)
- Zuda Comics (2007–2010)

### Parcerias de licenciamento, empresas adquiridas, e estúdios
- 2000 AD (algumas propriedades licenciadas de 1994 a 1996 e 2004 a 2005)
- 20th Century Fox (algumas propriedades licenciadas de 1966 a 1968)
- All-American Publications (absorvida em 1944)
- Archie Comics (propriedades dos super-heróis licenciadas de 1991 a 1993 como parte da Impact Comics, propriedades licenciadas novamente de 2008 a 2011)[42][43]
- Bad Robot Productions (algumas propriedades licenciadas de 2008 a 2010)
- Charlton Comics (algumas propriedades adquiridas em 1983)
- Columbia Pictures (algumas propriedades licenciadas de 1945 a 1968)
- Condé Nast Publications (algumas propriedades licenciadas de 1973 a 1975, 1986 a 1990, e 2010 a 2011)
- Edgar Rice Burroughs (algumas propriedades licenciadas de 1972 a 1977)
- Epic Games (algumas propriedades licenciadas de 2008 até o presente)
- Fawcett Comics (algumas propriedades licenciada em 1972, adquirida em 1991)[44]
- Filmation (algumas propriedades licenciadas de 1976 a 1978)
- Flex Comix (fez investimentos em 2007; propriedade conjunta de outras empresas)
- Hanna-Barbera (incorporada em 1996)
- Harmony Gold USA (algumas propriedades licenciadas de 2002 a 2006)
- Kenner (algumas propriedades licenciadas de 1985 a 1987)
- Humanoids Publishing (direitos de distribuição de reproduções em língua inglesa na América de 2004 a 2005)
- King Features Syndicate (algumas propriedades licenciadas de 1988 a 1990)
- Larry Harmon Pictures (algumas propriedades licenciadas em 1972)
- Lego (algumas propriedades licenciadas de 2001 a 2008, 2010 ao presente)
- Leisure Concepts/Ideal Toy Corp. (algumas propriedades licenciadas de 1968 a 1969)
- Mad Magazine (legalmente pertencente a EC Publications, atribuída ao controle corporativo da DC em 1994. Ambas as empresas fazem parte da Warner Bros. Entertainment)[45]
- Martin Manulis Productions (algumas propriedades licenciadas de 1960 a 1964)
- Mattel (algumas propriedades licenciadas de 1982 a 1983 e 2012 ao presente)[46]
- May Company (algumas propriedades licenciadas de 1950 a 1961)
- Metro-Goldwyn-Mayer (algumas propriedades licenciadas em 1975)
- Milestone Media (fez parceria em 2009)
- NBC (algumas propriedades licenciadas de 1947 a 1960 e 2006 a 2010)
- Paramount Pictures (algumas propriedades licenciadas de 1949 a 1971, 1984 a 1996, e 2000 a 2001)
- Quality Comics (algumas propriedades licenciadas em 1956, adquiridas depois)
- Revell (algumas propriedades licenciadas de 1983 a 1984)
- Ruby-Spears (algumas propriedades licenciadas em 1987, algumas propriedades adquiridas em 1996)
- Tatsunoko Production (algumas propriedades licenciadas em 1999)
- Tower Comics (algumas propriedades licenciadas de 2002 a 2012)
- TSR, Inc. (algumas propriedades licenciadas de 1988 a 1991)
- Warner Bros. (fundida em 1969)
- WaRP Graphics (propriedades licenciadas de 2003 a 2007)
- WildStorm Productions (propriedades adquiridas em 1999)
- Will Eisner Library (algumas propriedades licenciadas de 2000 a 2012)

## Filmes
| Ano            | Filme                                                                | Direção            | Roteiro | Baseado em                                                               | Produção | Orçamento           | Receita           |
| -------------- | -------------------------------------------------------------------- | ------------------ | --- | ------------------------------------------------------------------------ | --- | ------------------- | ----------------- |
| 1978           | Superman (filme)                                                     | Richard Donner     | História de Mario Puzo Roteiro de Mario Puzo, David Newman, Leslie Newman e Robert Benton                                                | Superman, de Jerry Siegel e Joe Shuster                                  | Warner Bros. / Dovemead Film Export A.G. / International Film Productions                                                                       | US$ 55 milhões      | US$ 300,2 milhões |
| 1989           | Batman (filme)                                                       | Tim Burton         | História de Sam Hamm Roteiro de Sam Hamm e Warren Skaaren                                                                                | Batman, de Bob Kane com Bill Finger                                      | Warner Bros. / Dovemead Film Export A.G. / International Film Productions                                                                       | US$ 35 milhões      | US$ 411,3 milhões |
| 2004           | Catwoman                                                             | Pitof              | História de John Brancato, Michael Ferris e Theresa Rebeck Roteiro de John Rogers                                                        | Catwoman, de Bill Finger Bob Kane                                        | Warner Bros. Pictures | US$ 100 milhões     | US$ 82,4 milhões  |
| 2005           | Batman Begins                                                        | Christopher Nolan  | História de David S. Goyer Roteiro de Christopher Nolan e David S. Goyer                                                                 | Batman, de Bob Kane com Bill Finger                                      | Warner Bros. / Legendary Pictures / Patalex III Productions / Syncopy                                                                           | US$ 150 milhões     | US$ 374,2 milhões |
| 2006           | Superman Returns                                                     | Bryan Singer       | História de Bryan Singer, Michael Dougherty e Dan Harris Roteiro de Michael Dougherty e Dan Harris                                       | Superman, de Jerry Siegel e Joe Shuster                                  | Warner Bros. / Legendary Pictures / Bad Hat Harry Productions / Peters Entertainment                                                            | US$ 204 milhões     | US$ 391,1 milhões |
| 2008           | The Dark Knight                                                      | Christopher Nolan  | História de Christopher Nolan e David S. Goyer Roteiro de Jonathan Nolan e Christopher Nolan                                             | Batman, de Bob Kane com Bill Finger                                      | Warner Bros. / Legendary Pictures / Syncopy | US$ 185 milhões     | US$ 1.005 bilhões |
| 2009           | Watchmen                                                             | Zack Snyder        | David Hayter e Alex Tse | Watchmen, de Alan Moore e Dave Gibbons                                   | Warner Bros. / Paramount Pictures / Legendary Pictures / Lawrence Gordon Productions                                                            | US$ 130 milhões     | US$ 185,3 milhões |
| 2010           | Jonah Hex                                                            | Jimmy Hayward      | História de Neveldine/Taylor e William Farmer Roteiro de Neveldine/Taylor                                                                | Jonah Hex, de John Albano e Tony DeZuniga                                | Warner Bros. / Legendary Pictures / Weed Road Pictures                                                                                          | US$ 47 milhões      | US$ 10,9 milhões  |
| 2011           | Green Lantern                                                        | Martin Campbell    | História de Greg Berlanti, Michael Green e Marc Guggenheim Roteiro de Greg Berlanti, Michael Green, Marc Guggenheim e Michael Goldenberg | Lanterna Verde de John Broome e Gil Kane                                 | Warner Bros. / De Line Pictures | US$ 200 milhões     | US$ 219,9 milhões |
| 2012           | The Dark Knight Rises                                                | Christopher Nolan  | História de Christopher Nolan e David S. Goyer Roteiro de Jonathan Nolan e Christopher Nolan                                             | Batman, de Bob Kane com Bill Finger                                      | Warner Bros. / Legendary Pictures / Syncopy | US$ 230 milhões     | US$ 1.085 bilhões |
| 2013           | Man of Steel                                                         | Zack Snyder        | História de Christopher Nolan e David S. Goyer Roteiro de David S. Goyer                                                                 | Superman, de Jerry Siegel e Joe Shuster                                  | Warner Bros. / Legendary Pictures / Syncopy | US$ 225 milhões     | US$ 668 milhões   |
| 2016           | Batman v Superman: Dawn of Justice                                   | Zack Snyder        | Chris Terrio e David S. Goyer | Batman, de Bob Kane e Bill FingerSuperman, de Jerry Siegel e Joe Shuster | Warner Bros. / RatPac Entertainment / Atlas Entertainment / Cruel and Unusual Films                                                             | US$ 250 milhões     | US$ 873,3 milhões |
| 2016           | Suicide Squad                                                        | David Ayer         | David Ayer | Esquadrão Suicida, de John Ostrander                                     | Warner Bros. / RatPac Entertainment / Atlas Entertainment                                                                                       | US$ 175 milhões     | US$ 745,6 milhões |
| 2017           | The Lego Batman Movie                                                | Chris McKay        | História de Seth Grahame-Smith Roteiro de Seth Grahame-Smith, Chris McKenna & Erik Sommers, Jared Stern & John Whittington               | Batman, de Bob Kane com Bill Finger                                      | Warner Bros. / LEGO System A/S / Warner Animation Group / RatPac Entertainment / Lin Pictures / Lord Miller Productions / Vertigo Entertainment | US$ 80 milhões      | US$ 310,7 milhões |
| 2017           | Wonder Woman                                                         | Patty Jenkins      | História de Zack Snyder & Allan Heinberg e Jason Fuchs Roteiro de Allan Heinberg                                                         | Mulher-Maravilha, de William Moulton Marston                             | Warner Bros. / RatPac Entertainment / Atlas Entertainment / Cruel and Unusual Films                                                             | US$ 149 milhões     | US$ 821,8 milhões |
| 2017           | Justice League                                                       | Joss Whedon        | História de Zack Snyder e Chris Terrio Roteiro de Chris Terrio e Joss Whedon                                                             | Liga da Justiça, de Gardner Fox                                          | Warner Bros. / RatPac Entertainment / Atlas Entertainment / Cruel and Unusual Films                                                             | U$300 milhões       | U$656 milhões     |
| 2018           | Aquaman                                                              | James Wan          | História de James Wan e Geoff Johns Roteiro de Will Beall                                                                                | Aquaman de Mort Weisinger & Paul Norris                                  | Warner Bros. / RatPac Entertainment / The Safran Company                                                                                        | US$ 160 milhões     | US$ 1.148 bilhões |
| 2019           | Shazam!                                                              | David F. Sandberg  | História de Henry Gayden e Darren Lemke Roteiro de Henry Gayden                                                                          | Shazam! de Bill Parker e C. C. Beck                                      | New Line Cinema / DC Entertainment | US$ 80-100 milhões  | US$ 366 milhões   |
| 2019           | Joker                                                                | Todd Phillips      | Todd Phillips e Scott Silver | Joker, de Bill Finger, Bob Kane e Jerry Robinson                         | Warner Bros. Pictures / Sikelia Productions / Joint Effort / DC Entertainment                                                                   | US$ 55 milhões      | US$ 1.074 bilhões |
| 2020           | Birds of Prey (And the Fantabulous Emancipation of One Harley Quinn) | Cathy Ian          | Christina Hodson | Birds of Prey, por Chuck Dixon, Jordan B. Gorfinkel e Grag Land          | Warner Bros. Pictures / DC Entertainment / New Line Cinema / The Safran Company / Mad Ghost Productions                                         | US$ 97,1 milhões    | US$ 201,8 milhões |
| 2020           | Wonder Woman 1984                                                    | Patty Jenkins      | História de Patty Jenkins e Geoff Johns Roteiro de Patty Jenkins, Geoff Johns e David Callaham                                           | Wonder Woman de William Moulton Marston                                  | Warner Bros. Pictures / Cruel and Unusual Films / Mandy Films / DC Entertainment / Atlas Entertainment / Mad Ghost Productions                  | US$ 200 milhões     | US$ 166,5 milhões |
| 2021           | Zack Snyder's Justice League                                         | Zack Snyder        | História de Chris Terrio, Zack Snyder e Will Beall Roteiro de por Chris Terrio                                                           | Justice League de Gardner Fox                                            | Warner Bros. Pictures / DC Films / The Stone Quarry / Atlas Entertainment / HBO Max                                                             | US$ 70 milhões      |                   |
| 2021           | The Suicide Squad                                                    | James Gunn         | James Gunn | Esquadrão Suicida, de John Ostrander                                     | Warner Bros. Pictures / DC Entertainment / RatPac-Dune Entertainment / Atlas Entertainment                                                      | US$ 185 milhões     | US$ 168,7 milhões |
| 2022           | The Batman                                                           | Matt Reeves        | Matt Reeves | Batman, por Bob Kane com Bill Finger                                     | Warner Bros. Pictures / DC Entertainment / Batfilm Productions                                                                                  | US$ 185–200 milhões | US$ 770,3 milhões |
| 2022           | Black Adam                                                           | Jaume Collet-Serra | Adam Sztykiel | Adão Negro de Otto Binder e C. C. Beck.                                  | Warner Bros. Pictures / DC Entertainment | US$ 190–260 milhões | US$ 393,3 milhões |
| 2023           | The Flash                                                            | Andy Muschietti    | Christina Hodson | Flash de Gardner Fox, Carmine Infantino e Bob Kanigher                   | Warner Bros. Pictures / DC Entertainment | US$ 200–220 milhões | US$ 271,3 milhões |
| 2023           | Aquaman e o Reino Perdido                                            | James Wan          | David Leslie Johnson-McGoldrick | Aquaman de Mort Weisinger & Paul Norris                                  | Warner Bros. Pictures / DC Entertainment | US$ 205 milhões     | US$ 434,4 milhões |
| 2024           | Joker: Folie à Deux                                                  | Todd Phillips      | Todd Phillips e Scott Silver | Joker, de Bill Finger, Bob Kane e Jerry Robinson                         | Warner Bros./DC Films/Village Roadshow Pictures/Bron Creative/Joint Effort                                                                      | US$ 190 milhões     | US$ 207,5 milhões |
| Filmes Futuros |                                                                      |                    | |                                                                          | |                     |                   |
| 2025           | Superman (filme de 2025)                                             | James Gunn         | James Gunn | Superman, de Jerry Siegel e Joe Shuster                                  | DC Studios/Warner Bros. Pictures |                     |                   |
| 2026           | Supergirl                                                            | Craig Gillespie    | Ana Nogueira | Supergirl, de Otto Binder e Curt Swan                                    | Warner Bros. Pictures |                     |                   |
| 2027           | The Batman: Part II                                                  | Matt Reeves        | Matt Reeves e Mattson Tomlin | Batman, por Bob Kane com Bill Finger                                     | |                     |                   |